# Weltervikt i boxning vid olympiska sommarspelen 1992
Resultat från boxning vid olympiska sommarspelen 1992 och herrarnas weltervikt. Boxarna vägde under 67 kg. Tävlingarna arrangerades i Pavelló Club Joventut de Badalona i Barcelona.

## Medaljörer
| Klass      | Guld                     | Silver                       | Brons                        |
| Weltervikt | Michael Carruth · Irland | Juan Hernández Sierra · Kuba | Aníbal Acevedo · Puerto Rico |
| Weltervikt | Michael Carruth · Irland | Juan Hernández Sierra · Kuba | Arkhom Chenglai · Thailand   |

## Resultat

### Första rundan
| Vinnare                       | Resultat      | Förlorare                   |
| Första rundan                 | Första rundan | Första rundan               |
| ----------------------------- | ------------- | --------------------------- |
| Michael Carruth (IRL)         |               | – BYE                       |
| Maselino Tuifao (SAM)         |               | – BYE                       |
| Andreas Otto (GER)            | 8-7           | Andrew Luis (GUY)           |
| Marco Romero (NIC)            | 7-2           | Khyber Shah (PAK)           |
| Pepe Reilly (USA)             | RSC-3         | Victor Manuel Baute (ESP)   |
| Vitalijus Karpaciauskas (LTU) | 9-4           | Andrey Piestrayev (EUN)     |
| Arkhom Chenglai (THA)         | 13-7          | Yusef Khateri (IRN)         |
| Nicodemus Odore (KEN)         | RSCH-2        | José Guzman (VEN)           |
| Anibal Acevedo (PUR)          | 13-11         | Harry Simon (NAM)           |
| Stefen Scriggins (AUS)        | 6-2           | Francisco André Moniz (ANG) |
| Adrian Dodson (GBR)           | RSC-3         | Masashi Kawakami (JPN)      |
| Francisc Vaştag (ROM)         | 9-0           | Tajudeen Sabitu (NGR)       |
| Sören Antman (SWE)            | RSC-1         | Giovanni Pretorius (RSA)    |
| César Augusto Ramoz (DOM)     | 6-1           | Wieslaw Malyszko (POL)      |
| Jun Jin-Chul (KOR)            | 5-1           | Abdellah Touane (MAR)       |
| Juan Hernández Sierra (CUB)   | 6-0           | Said Bennajem (FRA)         |

### Andra rundan
| Vinnare                       | Resultat     | Förlorare                 |
| Andra rundan                  | Andra rundan | Andra rundan              |
| ----------------------------- | ------------ | ------------------------- |
| Michael Carruth (IRL)         | 11-2         | Maselino Tuifao (SAM)     |
| Andreas Otto (GER)            | RSCH-2       | Marco Romero (NIC)        |
| Vitalijus Karpaciauskas (LTU) | 16-5         | Pepe Reilly (USA)         |
| Arkhom Chenglai (THA)         | 13-10        | Nicodemus Odore (KEN)     |
| Anibal Acevedo (AUS)          | 16-3         | Stefen Scriggins (AUS)    |
| Francisc Vaştag (ROM)         | 6-5          | Adrian Dodson (GBR)       |
| Sören Antman (SWE)            | RSC-2        | César Augusto Ramoz (DOM) |
| Juan Hernández Sierra (CUB)   | RSC-2        | Jun Jin-Chul (KOR)        |

### Kvartsfinaler
| Vinnare                     | Resultat      | Förlorare                     |
| Kvartsfinaler               | Kvartsfinaler | Kvartsfinaler                 |
| --------------------------- | ------------- | ----------------------------- |
| Michael Carruth (IRL)       | 35-22         | Andreas Otto (GER)            |
| Arkhom Chenglai (THA)       | 9-6           | Vitalijus Karpaciauskas (LTU) |
| Anibal Acevedo (PUR)        | 20-9          | Francisc Vaştag (ROM)         |
| Juan Hernández Sierra (CUB) | RSCH-2        | Sören Antman (SWE)            |

### Semifinaler
| Vinnare                     | Resultat    | Förlorare             |
| Semifinaler                 | Semifinaler | Semifinaler           |
| --------------------------- | ----------- | --------------------- |
| Michael Carruth (IRL)       | 11-4        | Arkhom Chenglai (THA) |
| Juan Hernández Sierra (CUB) | 11-2        | Anibal Acevedo (PUR)  |

### Final
| Vinnare               | Resultat | Förlorare                   |
| Final                 | Final    | Final                       |
| --------------------- | -------- | --------------------------- |
| Michael Carruth (IRL) | 13-10    | Juan Hernández Sierra (CUB) |